# Goshen
|  | Per a altres significats, vegeu «Goshen (desambiguació)». |

Goshen (República de Goshen, afrikaans Het Land Goosen), fou una república bòer de Sud-àfrica, paral·lela a les de Stellaland i Niewe Republiek. Tenia 6.870 km² i 17.000 habitants, d'ells només 2.000 blancs i la resta tswana. Encara que la seva capital fou Heliopolis (després coneguda com a Rooigrond), es pot dir que la seva capital efectiva era Mafeking, a uns 10 km. Va rebre el seu nom de la bíblica Terra de Goshen.
La regió estava dominava des de segles pels tswana; el 1832 el poble dels mzilikazi (del grup ndebele) va envair la regió i va expulsar els tswana i alguns missioners, però el 1837 els mzilikazi foren expulsats cap al nord per una aliança de tswana, bòers i altres. Alguns voortrekeers (colons bòers) es van poder establir a la regió. Els tswana van fundar la ciutat de Molema el 1852 També s'hi va establir el missioner weslià J. Ludorf que va fundar la primera capella el 1873 a Molema. El 1881 la ciutat va ser reanomenada Mahikeng. La frontera entre els tswanes i el Transvaal fou determinada pel Keate Award del 1871, però això no va impedir una sèrie de conflictes entre una part dels tswanes i els bòers. Aquestos van donar suport al cap Moshwete contra el cap Montshioa. Els bòers i els seus aliats van assetjar Mahikeng (febrer de 1882) i la van ocupar el 24 d'octubre de 1882. Es va signar una Declaració de les Condicions de pau, que arrabassava moltes terres del cap Montshioa, encara que li reconeixia l'autoritat al nord i nord-oest del Molopo. Moshwete va ser reconegut com a cap dels tswana (grup Ba Rolong) al sud del riu, mentre la terra concedida als colons (freebooters) es va erigir en estat independent. La república fou fundada per Gey Van Pitius o Pittius (Nicolaas Claudius Gey van Pittius, 1837-1893) en una proclamació especial el 21 de novembre de 1882. Va adoptar bandera el 1883 (probablement al començament de l'any), dissenyada pel mateix Gey Van Pitius, amb els colors alemanys i franja verda al pal. La capital fou Heliopolis; al mateix temps a Vryburg es proclamava la república de Stellaland al sud-oest de Mahikeng. El govern britànic no va poder impedir aquesta proclamacions, que bloquejaven l'expansió i el trànsit de mercaderies britànic amb l'Àfrica central, però va reconèixer com independents als dos caps tswanes, sense lligams amb el Transvaal.
El novembre de 1883 es va unir a la república de Stellaland i van formar els Estats Units de Stellaland.
El 12 de maig de 1884 els residents a Rooigrond (Heliopolis), van ser atacats per sorpresa per 300 guerrers del cap Montshioa; els colons van fugir a Transvaal. El 22 de maig de 1884 Montshioa, junt amb John Mackenzie, Comissionat interí del govern britànic, van signar la declaració que reconeixia la sobirania britànica sobre els tswana Ba Rolong i posava fi a la seva independència. Gey Van Pitius va reclamar 3500 lliures com a compensació per l'atac tswana a Rooigrond, i quan la quantitat no fou pagada, va declarar la guerra (24 de juny de 1884) i va ocupar el territori de Ba Rolong.
A començament del 1885 els britànics van enviar una expedició militar (Bechuanaland Expeditionary Force) dirigida pel general Sir Charles Warren, amb objectiu final a Mafeking (Mahikeng). El març del 1885 Warren va arribar a l'Orange River Station, el final de la línia fèrria (el pont sobre el riu Orange encara no existia) alguns bòers es van posar al servei dels britànics, i van avançar cap a Mahikeng; els bòers de la regió no van oferir resistència i fou incorporada a la Betxuanalàndia Britànica en març. El 3 d'octubre de 1895 quan la colònia fou suprimida, fou incorporada a la colònia del Cap de Bona Esperança. Mahikeng, reanomenada Mafeking, va servir aleshores com a capital per la colònia britànica de Betxuanalàndia (British Bechuanaland) i el Protectorat de Betxuanalàndia (Bechuanaland Protectorate). El 1895 el British Bechauanaland fou unit a la província del Cap. Mafikeng fou erigida en municipalitat el 1896.